# 龍鰧屬
龍鰧屬又名鱷鱚屬，是條鰭魚綱鱸形目龍鰧科下的一個屬。

## 命名
本屬由瑞典生物學家卡爾·林奈於1758年命名。
本屬的學名「Trachinus」的字根「trachia」（羅馬化：trākheîa）加上拉丁語形容詞後綴「-nus」，意為「粗糙」。

## 分布
本屬為底棲海魚，除了一種分布於東太平洋南美洲海域外，其他都分布於大西洋東部，從歐洲北海到非洲好望角，包括地中海、黑海、冰島等海域皆有分布。本屬包括了熱帶、亞熱帶及溫帶魚種，為淺海魚，棲息深度不超過150公尺。

## 形態
本屬魚種有小型魚到中型魚，最大體長從15公分到53公分不等，大部分在20到30公分左右，體形延長。其第一背鰭的棘及鰓蓋棘通常有毒，其毒素不致命但可以引起劇痛及增加感染風險。

## 生態
本屬魚種棲息於沿岸淺水區域的軟質海底，多為沙質、泥質或砂礫質，喜歡將身體埋藏在泥沙中，只露出眼睛與第一根背棘，以伏擊獵物及躲避天敵。白天潜伏，晚上則四處游動，甚至浮游。喜食小魚及甲殼類。主要為夜行性。
本屬魚種卵生，有繁殖季節，其卵及魚苗皆為浮游狀態。

## 經濟利用
本屬魚種可食。有少許漁業捕撈，為遊釣魚、水族館觀賞魚等。

## 分類
本屬目前有8個被認可的種：
- 斑點龍鰧 Trachinus araneus Cuvier, 1829
- 鎧龍鰧 Trachinus armatus Bleeker, 1861
- 高鰭龍鰧 Trachinus collignoni (Cuvier, 1829)
- 斜口龍鰧 Trachinus cornutus  Guichenot, 1848
- 大龍鰧 Trachinus draco Linnaeus, 1758
- 黃紋龍鰧 Trachinus lineolatus Fischer, 1885
- 佩氏龍鰧 Trachinus pellegrini Cadenat, 1937
- 褐斑龍鰧 Trachinus radiatus Cuvier, 1829